# Weltmeister im Blitzschach

Jan Nepomnjaschtschi, Co-Weltmeister im Blitzschach

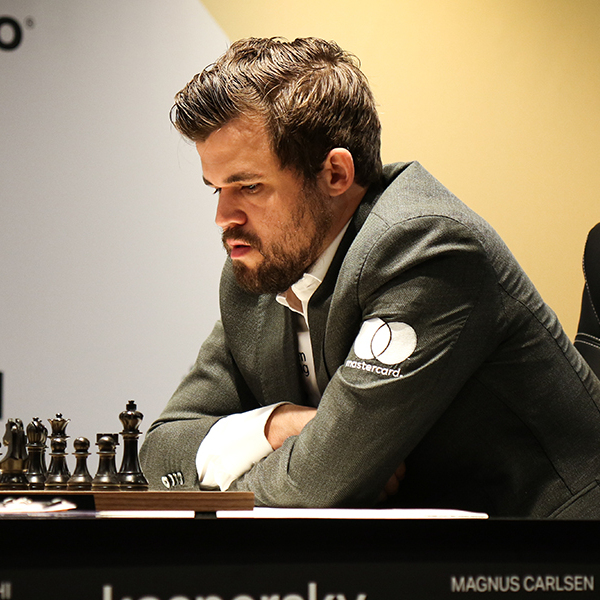
Magnus Carlsen, Co-Weltmeister im Blitzschach

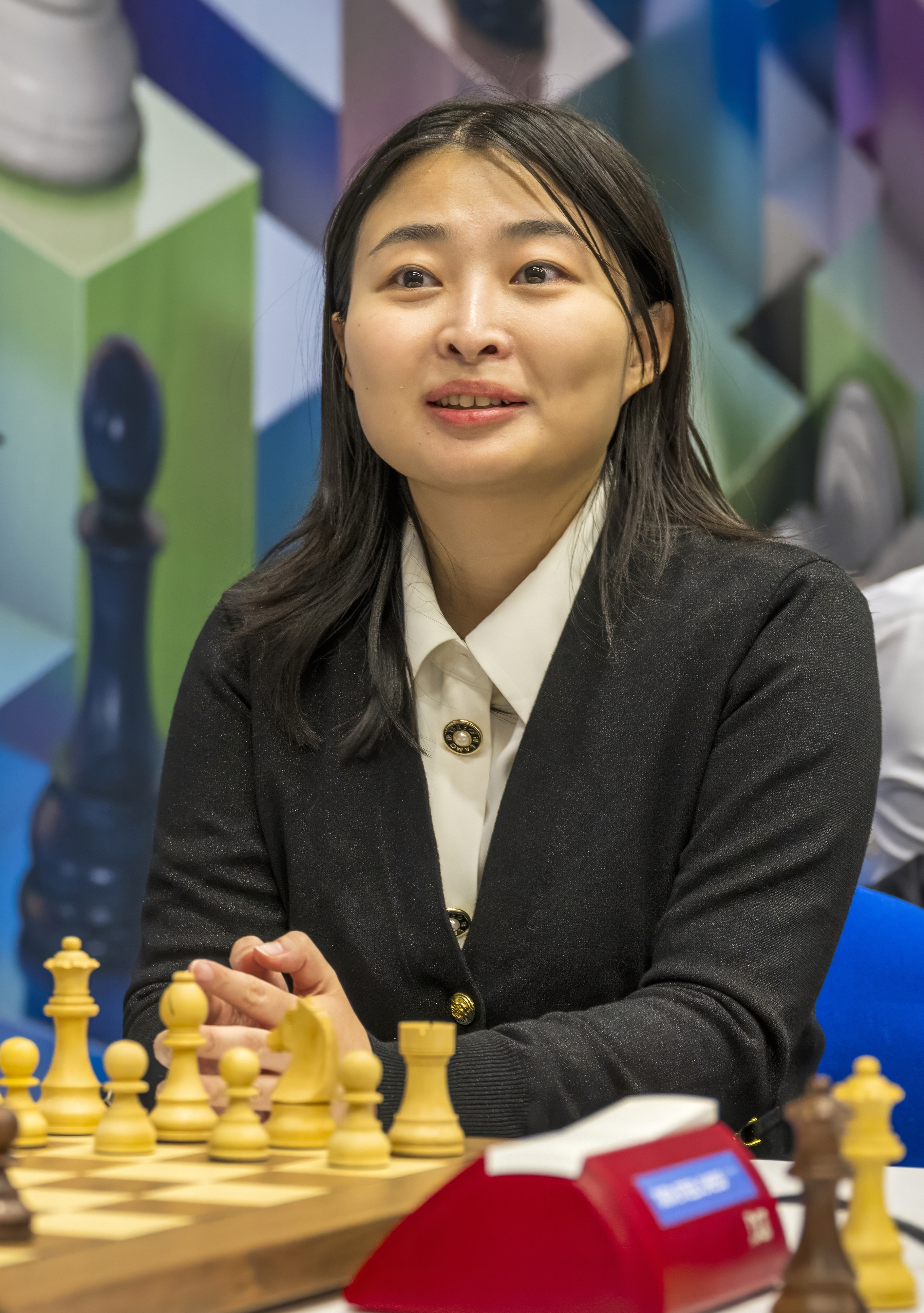
Ju Wenjun, Weltmeisterin im Blitzschach

Ein Weltmeister im Blitzschach wurde zum ersten Mal 1988 im kanadischen Saint John ermittelt. Es gewann damals Michail Tal. Der Weltschachbund FIDE führte Blitzschach-Weltmeisterschaften erst im Jahre 2006 ein. Seither werden sie jährlich oder wenigstens alle zwei Jahre ausgetragen. Seit 2012 wird der Weltmeister im Blitzschach alljährlich vom Weltschachbund in gemeinsam organisierten Turnieren zusammen mit dem Weltmeister im Schnellschach ermittelt. Amtierende Blitzschach-Weltmeister sind erstmals in der Geschichte zwei Spieler. Nach jeweils zwei Siegen und drei Remispartien im Sudden Death in Folge einigten sich Magnus Carlsen und Jan Nepomnjaschtschi auf einen geteilten Titel. 
Neben der offenen Weltmeisterschaft wird zudem ein Turnier exklusiv für Frauen ausgetragen. Amtierende Weltmeisterin im Blitzschach ist die Chinesin Ju Wenjun.

## Geschichte der früheren bestbesetzten Weltturniere im Blitzschach
In der Geschichte des Schachs gab es Blitzduelle und Blitzturniere, die mit den weltbesten Spielern besetzt waren, sodass deren Sieger durchaus den Titel Blitzschach-Weltmeister verdient hätten. Zu nennen sind hier José Raúl Capablanca, Michail Tal, Bobby Fischer, Garri Kasparow sowie Viswanathan Anand, der im Jahr 2000 den sog. World Blitz Cup gewann. Der Geschichte der Weltmeisterschaften im Blitzschach geht also die Geschichte mehrerer weltmeisterschaftswürdiger Blitzturniere voran. Einige Begegnungen sind im Folgenden aufgeführt:

### Capablanca besiegt Lasker in einem Blitzduell 1914
Zu Beginn des 20. Jahrhunderts galt Capablanca als Koryphäe im Blitzschach. In Partien gegen russische Meister siegte er bei einem Zeit-Handicap mit nur einer Minute Bedenkzeit gegenüber fünf Minuten seiner Gegner. Im Juli 1914 gewann er in Berlin im Café Kerkau einen Blitzwettkampf über 10 Partien gegen den damaligen Schachweltmeister Emanuel Lasker mit 6,5:3,5. Als Bedenkzeit waren fünf Sekunden pro Zug vereinbart. Lasker schrieb, dass Capablanca selbst bei diesem strengen Zeitreglement „fast keine Fehler machte, während ich häufiger danebengriff“.

### WM-Herausforderer Michail Tal Blitzturniersieger von 1959
Nach Ende des Kandidatenturniers in Jugoslawien veranstaltete die Zeitung Informator in Belgrad ein mit Preisen ausgestattetes Blitzturnier. Michail Tal gewann mit 18,5 Punkten vor Tigran Petrosjan 18, Milan Matulović 17,5, Paul Keres 14,5, Juri Awerbach, Isaak Boleslawski und Aleksandar Matanović je 13,5. Weitere Teilnehmer waren u. a. Wassili Smyslow, Friðrik Ólafsson, Svetozar Gligorić, Bent Larsen und Alexander Koblenz.

### Bobby Fischer mit deutlichem Vorsprung Blitzturniersieger von 1970
Ein mit weltbesten Spielern besetztes Blitzturnier 1970 in Belgrad – stattfindend im Anschluss an den Wettkampf UdSSR gegen den Rest der Welt – gewann Bobby Fischer mit großem Vorsprung. Er erreichte 19 von 22 Punkten und verlor nur eine einzige Partie (gegen Kortschnoi). Zweiter wurde Michail Tal mit 14,5 Punkten, Dritter Viktor Kortschnoi mit 14 Punkten. Darauf folgten 4. Tigran Petrosjan: 13,5 Punkte; 5. David Bronstein: 13 Punkte; 6. Vlastimil Hort: 12 Punkte; usw. Fischer erzielte dabei gegen die drei teilnehmenden sowjetischen Ex-Weltmeister Smyslow, Tal und Petrosjan aus sechs Partien sechs Siege.

### Kasparow Blitzturniersieger von 1983
In einem sehr stark besetzten, ebenfalls zweirundig ausgetragenen Blitzturnier 1983 in Herceg Novi, gewann Garry Kasparow deutlich mit 13,5 Punkten vor Viktor Kortschnoi mit 10,5 Punkten. Dritter wurde Michael Tal mit 9,5 Punkten; weitere Teilnehmer waren unter anderem Boris Spasski, Ljubomir Ljubojević, Bent Larsen und Jan Timman.

### Kasparow Blitzturniersieger von 1987
In einem sehr stark besetzten Blitzturnier von 1987 in Brüssel siegte Garri Kasparow mit 17 von 22 Punkten vor 2. Jan Timman: 15 Punkte; 3.–4. Anatoli Karpow und Ljubomir Ljubojević: 12,5 Punkte; 5. Robert Hübner: 12 Punkte; usw.

### Michail Tal Blitzschach-Weltmeister 1988
1988 fand im kanadischen Saint John die erste offizielle Blitzschach-Weltmeisterschaft statt. Unter den 32 Teilnehmern befanden sich u. a. auch die damaligen Kontrahenten um den Weltmeistertitel, Kasparow und Karpow (Kortschnoi war abwesend). Es war die dritte Weltmeisterschaft, 1970 hatte Fischer vor Tal gesiegt.
Das WM-Turnier war nicht vom Weltschachbund FIDE organisiert. Wie prestigeträchtig es aber war, bezeugt die Höhe des ersten Preises: 50.000 Dollar. Zum Vergleich: Das Preisgeld bei der ersten FIDE-Blitz-WM 2006 betrug lediglich 14.400 Dollar für den Sieger; auch hat seither der Dollar drastisch an Wert eingebüßt.
Die Weltmeisterschaft wurde im K.-o.-System ausgetragen. Kasparow schied bereits im Viertelfinale aus. Im Finale setzte sich Michail Tal klar mit 4:0 gegen Rafael Vaganian durch. Tal wurde damit in seinem 52. Lebensjahr zum besten Blitzspieler der Welt gekürt.

### Kasparow Blitzturniersieger von 1994
Im Mai 1994 kam es in München zum bislang stärksten Blitzturnier auf deutschem Boden. Im Finalturnier dominierten punktgleich mit 12,5 aus 17 Punkten Garri Kasparow und für damalige Zeiten sensationell – Fritz 3, ein Computerprogramm. Spieler wie Viswanathan Anand, Alexei Drejew, Nigel Short, Boris Gelfand, Kiril Georgiew und Wladimir Kramnik hatten das Nachsehen. Michail Tal war bereits 1992 verstorben. Im Stichkampf bezwang Kasparow das Programm Fritz 3 mit 4:1.

### Anand Welt-Blitz-Pokal-Sieger von 2000
Im Januar 2000 wurde in Warschau ein World Blitz Cup im Schweizer System mit 34 Runden ausgetragen. Viswanathan Anand gewann dieses Turnier.

## FIDE-Weltmeisterschaften im Blitzschach
Bisher führte der Weltschachbund FIDE folgende offizielle Weltmeisterschaftsturniere im Blitzschach durch.

### Grischtschuk Blitzschach-Weltmeister 2006
Vom 5. bis 7. September 2006 organisierte die FIDE ihre erste Blitzschach-Weltmeisterschaft im israelischen Rischon LeZion. Eingeladen waren Viswanathan Anand, Pjotr Swidler, Boris Gelfand, Teymur Rəcəbov, Judit Polgár, Alexander Grischtschuk und Étienne Bacrot. Magnus Carlsen erhielt eine Wild-Card. Weitere acht Teilnehmer wurden aufgrund von Qualifikationsturnieren ermittelt.
Bei der Weltmeisterschaft hatte dann jeder der 16 Teilnehmer nur einmal gegen jeden Gegner zu spielen. Solch ein einfaches Rundenturnier mit gerader Teilnehmerzahl hat stets den Nachteil, dass einige Teilnehmer einmal öfters die Farbe Weiß haben, während andere mit den schwarzen Steinen ein Spiel mehr bestreiten müssen.
Nach Abschluss lagen Alexander Grischtschuk und Pjotr Swidler punktgleich mit je 10,5 Punkten an der Spitze vor Teymur Rəcəbov und Viswanathan Anand, die jeweils 10 Punkte verbuchen konnten. Ungeachtet der Tatsache, dass von den beiden Punktbesten Grischtschuk nur siebenmal mit den weißen, Swidler dagegen achtmal mit den weißen Steinen spielen durfte, wurde ein Stichkampf im Format „sudden death“ ausgetragen. Jedem Spieler sollte dabei in etwa die gleiche Siegchance eingeräumt werden: Dem Spieler, dem Weiß zugelost wird, standen insgesamt sechs Minuten für die gesamte Partie (ohne zusätzliches Zeitinkrement für jeden ausgeführten Zug) zur Verfügung, während Schwarz nur fünf Minuten Bedenkzeit gewährt wurden. Weiterhin musste Weiß gewinnen, Schwarz reichte dagegen ein Remis zum Sieg.
Weiß fiel auf den im Rundenturnier benachteiligten Grischtschuk; dieser gewann die Partie und wurde Weltmeister. Insgesamt hatte damit jeder der beiden Punktbesten des Rundenturniers achtmal Weiß und achtmal Schwarz. Grischtschuk erwarb aber mit der Tie-Break-Partie einen Punkt mehr und hatte dabei insgesamt eine Minute mehr Bedenkzeit.

### Iwantschuk Blitzschach-Weltmeister 2007
Am 21. und 22. November 2007 fand die zweite Blitzschachweltmeisterschaft des Weltschachbundes FIDE statt, und zwar in Moskau. Insgesamt ist dies bereits die dritte Blitz-WM. Es ging ein Qualifikationsturnier mit 64 Spielern voran, das am 19. und 20. November ebenfalls in Moskau stattfand. Sieger war Rustam Kasimjanov mit 15 Punkten aus elf Doppelrunden.
Danach nahmen zwanzig Teilnehmer an einem Doppelrundenturnier zur Ausspielung des Blitzweltmeistertitels teil: Jeder Teilnehmer musste jeweils einmal mit Weiß und einmal mit Schwarz gegen jeden der neunzehn Gegner antreten.
Die Hinrunde gewann Wassyl Iwantschuk mit 13,5 von 19 Punkten knapp vor Alexander Grischtschuk, der auf 13 Punkte kam. Viswanathan Anand erreichte nur 11,5 Punkte, sodass sein Rückrundensieg mit 13 Punkten vor Iwantschuk (12 Punkte) nicht mehr zum Gesamtsieg ausreichte. Weltmeister wurde schließlich Iwantschuk mit 25,5 von 38 Punkten vor Anand (24,5 Punkte).

### Domínguez Blitzschach-Weltmeister 2008
Die Blitzschach-Weltmeisterschaft 2008 wurde am 8. November 2008 in Almaty wieder als einfaches Rundenturnier ausgetragen. Leinier Domínguez blieb ungeschlagen; er erzielte mit 11,5 von 15 Punkten einen halben Punkt mehr als Titelverteidiger Wassyl Iwantschuk. Beide hatten den Vorteil, mit den weißen Steinen eine Partie mehr als mit den schwarzen spielen zu dürfen. Der Drittplatzierte Pjotr Swidler und der Viertplatzierte Alexander Grischtschuk mussten dagegen einmal öfter mit Schwarz antreten; sie reihten sich aber mit jeweils 10 Punkten bereits deutlich hinter das Spitzenduo. Das Preisgeld für den Sieger betrug 64.000 Schweizer Franken.

### Carlsen Blitzschach-Weltmeister 2009
Die Blitzschach-Weltmeisterschaft 2009 wurde vom 16. bis 18. November im Warenhaus GUM in Moskau ausgetragen. 22 Teilnehmer spielten ein doppelrundiges Turnier, so dass insgesamt 42 Partien zu absolvieren waren. Es gewann Magnus Carlsen mit 31 Punkten vor Viswanathan Anand (28 Punkte) und Sergei Karjakin (25 Punkte).

### Aronjan Blitzschach-Weltmeister 2010
Die Blitzschach-Weltmeisterschaft 2010 wurde ebenso wie im Vorjahr vom 16. bis 18. November im Warenhaus GUM in Moskau ausgetragen. 20 Teilnehmer spielten ein doppelrundiges Turnier, so dass insgesamt 38 Partien zu absolvieren waren. Es gewann der zwischenzeitlich mit 3 Punkten führende Armenier Lewon Aronjan mit 24,5 Punkten vor Teymur Rəcəbov (24 Punkte) und Magnus Carlsen (23,5 Punkte). Der wegen seiner Blitzschacherfolge im Internet von vielen favorisierte Amerikaner Hikaru Nakamura erreichte mit 21,5 Punkten lediglich den fünften Platz.

### Grischtschuk Blitzschach-Weltmeister 2012
Die Blitzschach-Weltmeisterschaft 2012 wurde im Anschluss an die Schnellschach-Weltmeisterschaft, die von Sergei Karjakin gewonnen wurde, vom 9. bis 10. Juli in Astana ausgetragen. 13 Spieler waren für die Teilnahme gesetzt, drei weitere qualifizierten sich in einem Vorturnier. Die 16 Teilnehmer spielten ein doppelrundiges Turnier, so dass insgesamt 30 Runden zu absolvieren waren. Die Bedenkzeit betrug drei Minuten plus 2 Sekunden pro Zug. Es gewann Alexander Grischtschuk mit 20 Punkten (+15 =10 −5) vor Magnus Carlsen (19,5 Punkte) und Sergei Karjakin (18,5 Punkte).
Der Preisfonds belief sich auf insgesamt 240.000 US-Dollar, davon erhielt der Turniersieger 40.000 US-Dollar.

### Lê Quang Liêm Blitzschach-Weltmeister 2013
Die Blitzschach-Weltmeisterschaft 2013 wurde im Anschluss an die Schnellschach-Weltmeisterschaft vom 9. bis 10. Juni in Chanty-Mansijsk ausgetragen. Es nahmen 60 Spieler teil, die 15 Runden nach dem Schweizer System spielten. Hierbei wurden in jeder Runde zwei Partien mit vertauschten Farben gespielt, so dass insgesamt 30 Partien zu absolvieren waren. Die Bedenkzeit betrug drei Minuten plus 2 Sekunden pro Zug. Es gewann Lê Quang Liêm mit 20,5 Punkten vor dem Titelverteidiger Alexander Grischtschuk, Ruslan Ponormajow und Jan Nepomnjaschtschi, die jeweils 20 Punkte erreichten. Der Preisfonds belief sich auf insgesamt 200.000 US-Dollar, davon erhielt der Turniersieger 40.000 US-Dollar.

### Carlsen Blitzschach-Weltmeister 2014
Die Blitzschach-Weltmeisterschaft 2014 wurde am 19. und 20. Juni in Dubai ausgetragen. Es nahmen 115 Spieler teil, die 21 Runden nach dem Schweizer System spielten. Die Bedenkzeit betrug drei Minuten plus 2 Sekunden pro Zug. Es gewann Magnus Carlsen mit 17 Punkten vor Jan Nepomnjaschtschi und Hikaru Nakamura, die jeweils 16 Punkte erreichten. Der Titelverteidiger Lê Quang Liêm belegte mit 14 Punkten den vierten Platz.

### Grischtschuk Blitzschach-Weltmeister 2015
Diese Blitzschach-Weltmeisterschaft wurde am 13. und 14. Oktober im Rahmen der Schnell- und Blitzschachweltmeisterschaften 2015 in Berlin ausgetragen. Es nahmen 188 Spieler teil, die 21 Runden nach dem Schweizer System spielten. Die Bedenkzeit betrug drei Minuten plus 2 Sekunden pro Zug. Es gewann Alexander Grischtschuk mit 15,5 Punkten vor Maxime Vachier-Lagrave und Wladimir Kramnik, die jeweils 15 Punkte erreichten. Der Titelverteidiger Magnus Carlsen landete mit 14 Punkten auf dem sechsten Platz.

### Karjakin Blitzschach-Weltmeister 2016
Die Blitzschach-Weltmeisterschaft 2016 wurde am 29. und 30. Dezember in Doha ausgetragen. Es nahmen 108 Spieler teil, die 21 Runden nach dem Schweizer System spielten. Die Bedenkzeit betrug drei Minuten plus 2 Sekunden pro Zug. Es gewann Sergei Karjakin mit 16,5 Punkten vor dem punktgleichen Magnus Carlsen. Die folgenden Plätze belegten mit je 14,5 Punkten Daniil Dubow, Hikaru Nakamura und der Titelverteidiger Alexander Grischtschuk.

### Carlsen Blitzschach-Weltmeister 2017
Die Blitzschach-Weltmeisterschaft 2017 wurde am 29. und 30. Dezember in Riad ausgetragen. Es nahmen 138 Spieler teil, die 21 Runden nach dem Schweizer System spielten. Die Bedenkzeit betrug drei Minuten plus 2 Sekunden pro Zug. Es gewann Magnus Carlsen mit 16 Punkten vor Sergei Karjakin und Viswanathan Anand mit jeweils 14,5 Punkten. Nach dem ersten Wettkampftag hatte Carlsen zwei Punkte Rückstand auf Karjakin, erzielte aber am zweiten Tag 9 von 10 Punkten und sicherte sich bereits eine Runde vor Schluss den Titel. Die parallel ausgetragene Frauen-WM gewann Nana Dsagnidse mit 16,5 Punkten.

## Liste der Weltmeister und weltbesten Blitzschach-Spieler
Die folgende Liste zeigt nicht nur die Blitzschach-Weltmeister sowie den Welt-Blitz-Pokal-Sieger, sondern auch solche, die sich durch einen Sieg in einem Zweikampf oder einem Blitzturnier mit Weltbestbesetzung als beste Blitzschach-Spieler der Welt erwiesen haben. Erstere sind in Fettschrift und hellgrau schattiert dargestellt.
| Veranstaltung     | Jahr | Ort              | Weltmeister / Turniersieger         | Teilnehmerzahl | Turniermodus                                          |
| Blitz-Match       | 1914 | Berlin           | José Raúl Capablanca                | 2              | Duell, 10 Partien                                     |
| Blitz-Turnier     | 1959 | Belgrad          | Michail Tal                         |                | Rundenturnier                                         |
| Blitz-Turnier     | 1970 | Belgrad          | Bobby Fischer                       |                | Rundenturnier                                         |
| Blitz-Turnier     | 1983 | Herceg Novi      | Garri Kasparow                      |                | Doppelrundig                                          |
| Blitz-Turnier     | 1987 | Brüssel          | Garri Kasparow                      |                | Rundenturnier                                         |
| 1. Blitz-WM       | 1988 | Saint John       | Michail Tal                         | 32             | K.-o.-System                                          |
| Blitz-Turnier     | 1994 | München          | Garri Kasparow                      |                | Rundenturnier                                         |
| World Blitz Cup   | 2000 | Warschau         | Viswanathan Anand                   |                | 34 Runden Schweizer System                            |
| 1. FIDE-Blitz-WM  | 2006 | Rischon LeZion   | Alexander Grischtschuk              | 16             | Einrundig                                             |
| 2. FIDE-Blitz-WM  | 2007 | Moskau           | Wassyl Iwantschuk                   | 20             | Doppelrundig                                          |
| 3. FIDE-Blitz-WM  | 2008 | Almaty           | Leinier Domínguez                   | 16             | Einrundig                                             |
| 4. FIDE-Blitz-WM  | 2009 | Moskau           | Magnus Carlsen                      | 22             | Doppelrundig                                          |
| 5. FIDE-Blitz-WM  | 2010 | Moskau           | Lewon Aronjan                       | 20             | Doppelrundig                                          |
| 6. FIDE-Blitz-WM  | 2012 | Astana           | Alexander Grischtschuk              | 16             | Doppelrundig                                          |
| 7. FIDE-Blitz-WM  | 2013 | Chanty-Mansijsk  | Lê Quang Liêm                       | 60             | 15 Runden Schweizer System (doppelrundig)             |
| 8. FIDE-Blitz-WM  | 2014 | Dubai            | Magnus Carlsen                      | 115            | 21 Runden Schweizer System (einrundig)                |
| 9. FIDE-Blitz-WM  | 2015 | Berlin           | Alexander Grischtschuk              | 188            | 21 Runden Schweizer System (einrundig)                |
| 10. FIDE-Blitz-WM | 2016 | Doha             | Sergei Karjakin                     | 108            | 21 Runden Schweizer System (einrundig)                |
| 11. FIDE-Blitz-WM | 2017 | Riad             | Magnus Carlsen                      | 138            | 21 Runden Schweizer System (einrundig)                |
| 12. FIDE-Blitz-WM | 2018 | Sankt Petersburg | Magnus Carlsen                      | 202            | 21 Runden Schweizer System (einrundig)                |
| 13. FIDE-Blitz-WM | 2019 | Moskau           | Magnus Carlsen                      | 206            | 21 Runden Schweizer System (einrundig)                |
| 14. FIDE-Blitz-WM | 2021 | Warschau         | Maxime Vachier-Lagrave              | 179            | 21 Runden Schweizer System (einrundig)                |
| 15. FIDE-Blitz-WM | 2022 | Almaty           | Magnus Carlsen                      | 176            | 21 Runden Schweizer System (einrundig)                |
| 16. FIDE-Blitz-WM | 2023 | Samarqand        | Magnus Carlsen                      | 206            | 21 Runden Schweizer System (einrundig)                |
| 17. FIDE-Blitz-WM | 2024 | New York City    | Magnus Carlsen Jan Nepomnjaschtschi | 188            | 13 Runden Schweizer System (einrundig) + K.-o.-System |